# Pakistanisch-türkische Beziehungen
Die Pakistanisch-türkischen Beziehungen beschreiben die bilateralen Beziehungen zwischen Pakistan und der Türkei. Pakistan hat eine Botschaft in Ankara, ein Generalkonsulat in Istanbul und ein Honorarkonsulat in Izmir, während die Türkei eine Botschaft in Islamabad, ein Generalkonsulat in Karatschi und Honorarkonsulate in Lahore, Peschawar, Sialkot und Faisalabad hat. Pakistan und die Türkei wollen eine gemeinsame strategische Partnerschaft aufbauen.

## Geschichte
Die diplomatischen Beziehungen zwischen Pakistan und der Türkei wurden nach der Unabhängigkeit Pakistans 1947 aufgenommen. Beide Länder konnten ihre Beziehungen dank kultureller, religiöser und geopolitischer Verbindungen intensivieren. Der Staatsgründer Pakistans Muhammad Ali Jinnah wollte Pakistan nach dem Vorbild von Mustafa Kemal Atatürk nach dem Modernismus aufbauen. Der Staat Pakistan sollte in der Vorstellung von Jinnah und Allama Iqbal ein moderner islamischer Staat werden. Pervez Musharraf teilte dieselbe Ansicht. Eine wichtige Hauptstraße in Ankara ist nach Jinnah benannt. Verschiedene Straßen in Pakistan sind nach Atatürk benannt. Der türkische Präsident Recep Tayyip Erdoğan wurde mit dem Nishan-e-Pakistan ausgezeichnet und hielt als insgesamt viertes Staatsoberhaupt eine Rede im pakistanischen Parlament.

## Kulturelle Beziehungen

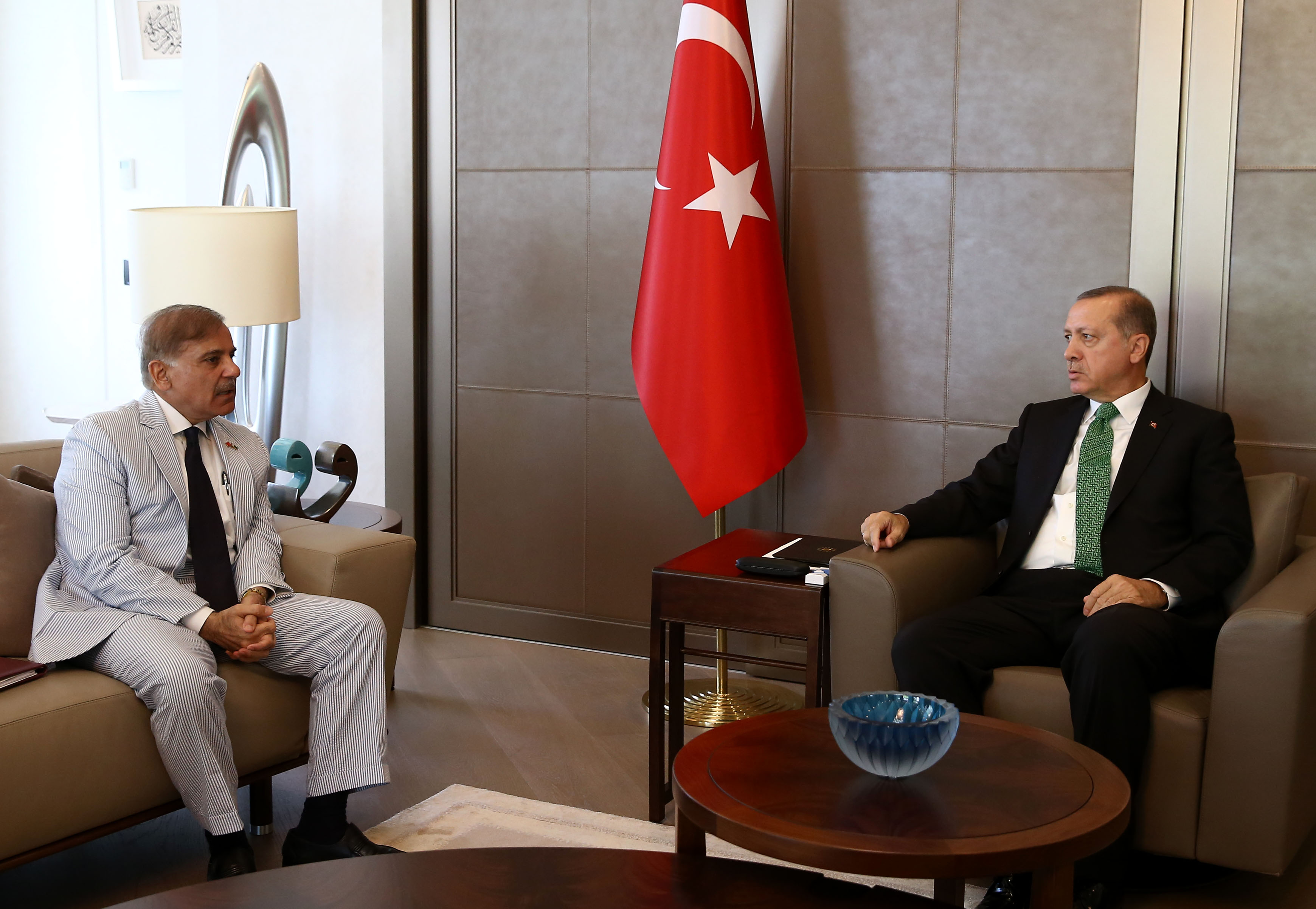
Recep Tayyip Erdoğan und Shehbaz Sharif

Die Kulturen von Pakistan und der Türkei stehen in einem engen Zusammenhang mit den arabischen, griechischen und persischen Kulturen.
Die Region um Anatolien wurde in der Antike durch die Perser besetzt und erfuhr somit einen kulturellen und sprachlichen Einfluss der Perser. Die Region um den Indus wurde im 5. Jahrhundert v. Chr. durch das Achämenidenreich besetzt. Die heutige Türkei war die Heimat von vielen europäischen Zivilisationen. Die Altgriechen haben einen kulturellen Einfluss in der Türkei hinterlassen. Dazu gehören griechische Bauten in der Türkei. Pakistan ist auch vom Einfluss der Griechen, speziell nach der Invasion durch Alexander den Großen geprägt. Die Invasion führte zur Formation des Indisch-griechischen Reiches mit seinem Schwerpunkt in Gandhara. Die Türkei wurde durch die Besetzung der Seldschuken
türkischsprachig. Die Nationalsprache Pakistans Urdu (alternativ Lashkari) wurde in einem hohen Maße durch die Tschagataische Sprache beeinflusst.
Urdu besitzt deshalb viele Lehnwörter aus dem Türkischen. Der kulturelle Einfluss auf Pakistan und die Türkei ist weiterhin auf die
Herrschaften der Türken und Perser in Südasien und Vorderasien zurückzuführen. Beide Länder praktizieren den Sunni Hanafi Islam.

## Handel
Pakistan und die Türkei sind Gründungsmitglieder der ECO und Teil der D-8. Beide Länder haben an Abkommen gearbeitet, die die Zusammenarbeit im Handel, bei Investitionen, im Transport, in der Telekommunikation, in der Produktion und anderen Bereichen ausbauen sollen. Beide Länder wollen das Handelsvolumen bis 2010 auf 1 Million Dollar erhöhen. Pakistan exportiert Reis, Sportartikel, Textilien und medizinische Ausrüstung in die Türkei. Die Türkei exportiert Weizen, Diesel, Chemikalien, Transportmittel, Maschinen und Energieprodukte nach Pakistan. Türkische Unternehmen investieren in den Bau von Highways, Pipelines und Kanälen. Die Türkei und Pakistan verhandeln momentan über ein Freihandelsabkommen.